# Guerra de las Naranjas
La guerra de las Naranjas fue un breve conflicto militar que enfrentó a Portugal contra España y Francia en mayo y junio de 1801.
Ese año, Napoleón conminó a Portugal a que rompiera su alianza tradicional con Reino Unido y cerrara sus puertos a los barcos británicos. El primer cónsul francés inmiscuyó en esa pretensión también a España, gobernada entonces por Manuel Godoy, valido de Carlos IV, y mediante la firma del Tratado de Madrid el 29 de enero la Corona española se comprometió a declarar la guerra a Portugal si la nación vecina mantenía su apoyo a los británicos. Ante la negativa del regente de Portugal a someterse a las pretensiones francoespañolas, las tropas españolas, apoyadas por Francia, lanzaron una ofensiva el 20 de mayo para invadir el Alentejo.
La guerra recibió este nombre debido al ramo de naranjas que Godoy hizo llegar a la reina María Luisa cuando sitiaba la ciudad de Elvas.

## Desarrollo

### Invasión del Alentejo

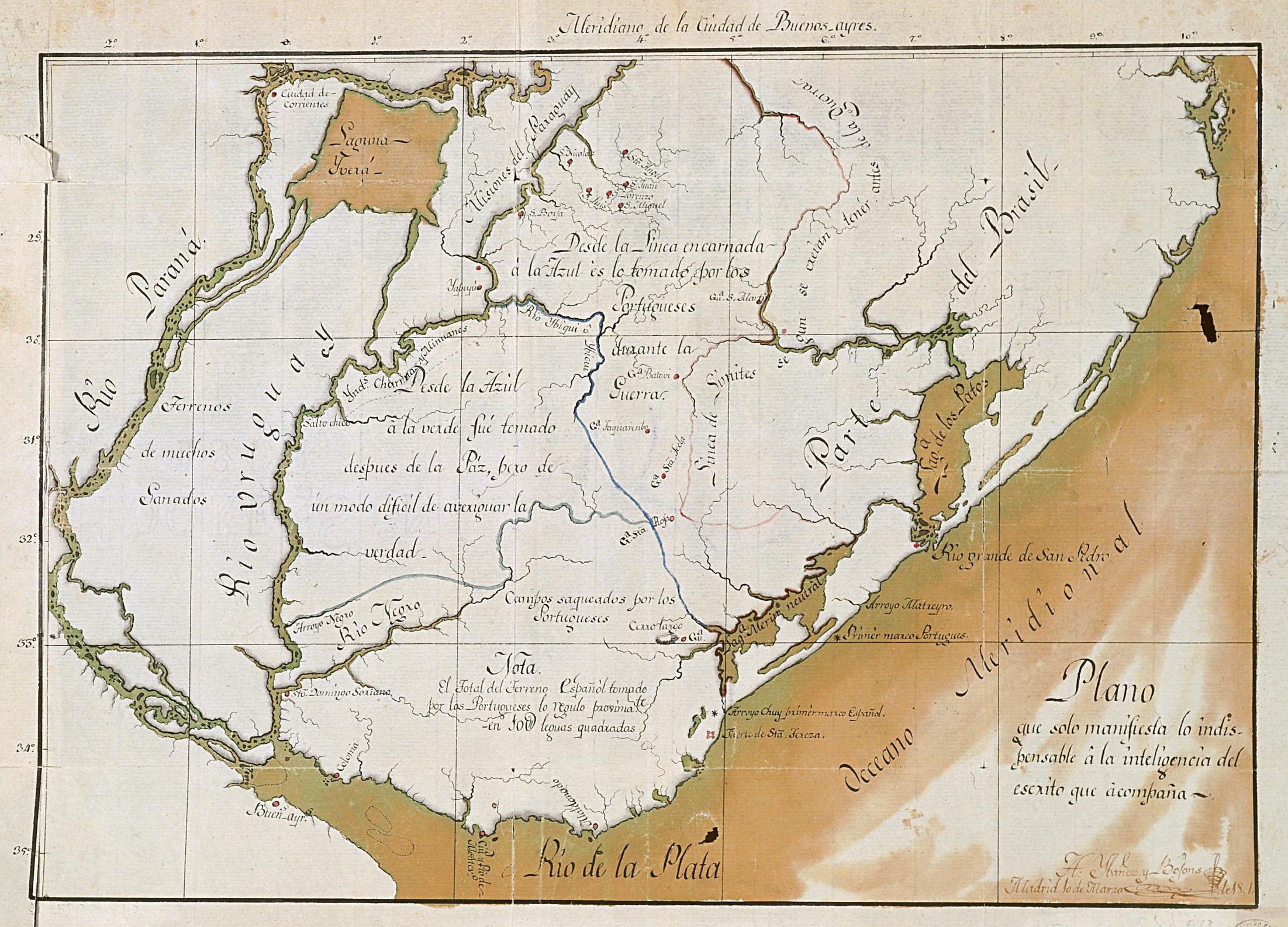
Mapa de las tierras ocupadas por los portugueses en el Virreinato de Buenos Aires durante la guerra de las Naranjas hecho por Agustín Ibáñez y Bojons.

La campaña militar apenas duró dieciocho días, entre mayo y junio de 1801. En ella, un ejército español al mando de Godoy ocupó sucesivamente una docena y media de poblaciones portuguesas; entre ellas, Arronches, Castelo de Vide, Campomayor, Portalegre, Olivenza y Jurumeña. 
La paz se firmó en Badajoz el 6 de junio. España devolvió todas las plazas conquistadas a Portugal a excepción de Olivenza y su territorio, que ya era un viejo contencioso fronterizo entre los dos países. Aprovechando la ocasión y la geografía, tampoco se devolvió Aldeia da Ribeira (hoy Villarreal), que no pertenecía a Olivenza, sino a Jurumeña. Así, Portugal perdió sus plazas al este del Guadiana y la línea de frontera se fijó en aquella zona utilizando el curso de ese río. Aquella delimitación fue en un principio la existente de facto, si bien España la reconocía como de iure, aunque no así el gobierno portugués incluso después de haber firmado el Tratado de Badajoz.

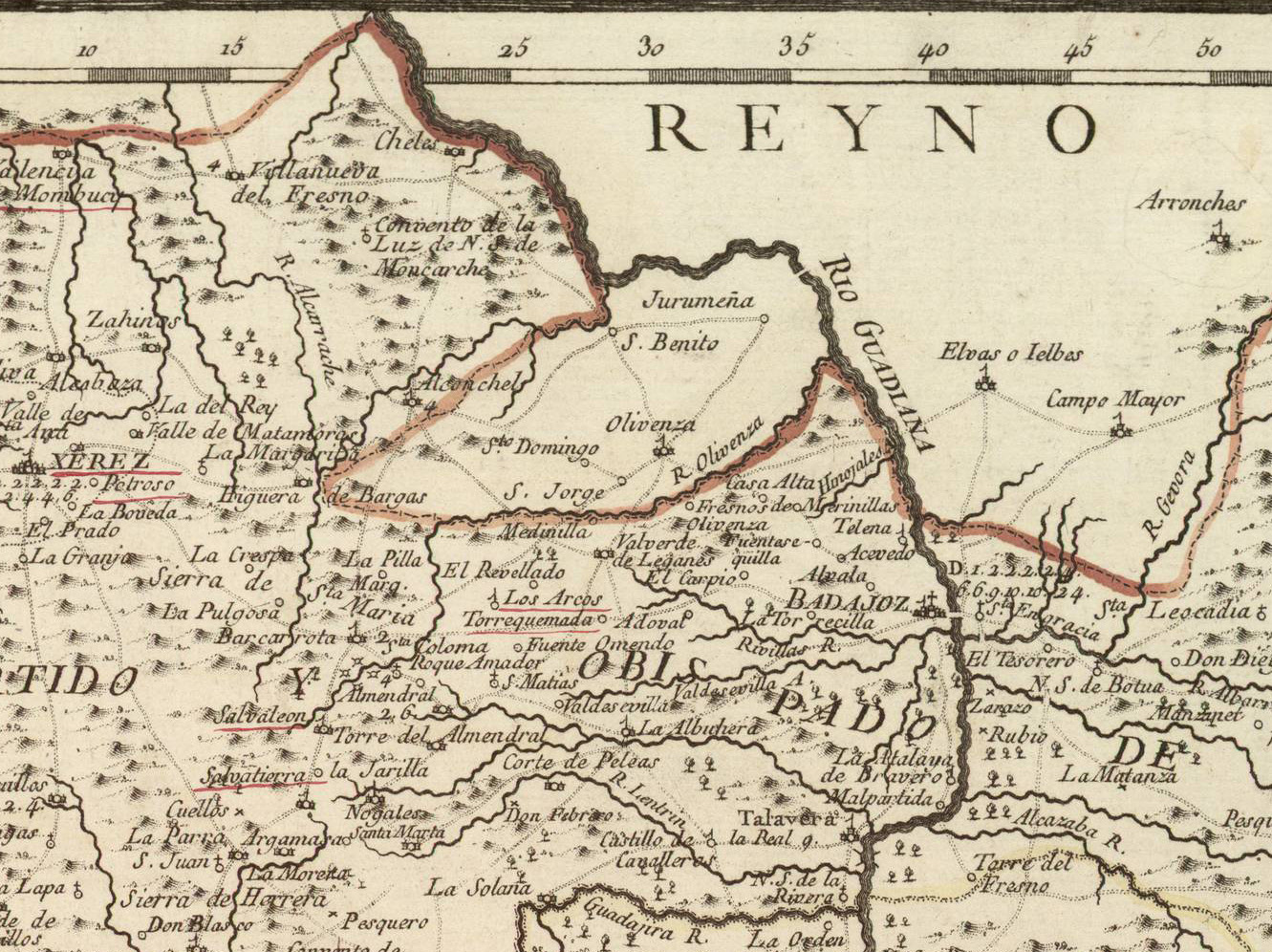
Detalle de un mapa de la provincia de Extremadura fechado en 1766 y editado por Tomás López. Se muestra el oeste orientado arriba y con la frontera en color rojo, donde aparecen Olivenza y otras aldeas circundantes al este del Guadiana como pertenecientes al reino de Portugal.

Aunque el acuerdo entre Francia y España preveía que Portugal cediera a España una o varias provincias portuguesas que representasen un cuarto de la población metropolitana para poder usarlas como moneda de cambio y conseguir la devolución de Trinidad y Malta, en poder inglés, esta cláusula fue obviada por Carlos IV, con grave disgusto de Napoleón.

### Contraofensiva portuguesa en Orense
Por su parte, los portugueses del ejército norte intentaron sorprender a las fuerzas españolas del sur de Galicia, lanzando el 9 de junio un ataque contra la fortaleza de Monterrey. Aunque fracasaron en su intento, las fuerzas lusas fueron capaces de defender la frontera ante los repetidos ataques españoles, retirándose posteriormente a Chaves, al conocer la noticia de la firma del armisticio, que había sido firmado tres días antes.